# I Dødens Brudeslør
I Dødens Brudeslør er en stumfilm instrueret af Gunnar Helsengreen.